# 福本勝清
福本 勝清（ふくもと かつきよ、1948年 - ）は、日本の中国史学者、明治大学名誉教授。中国現代史が専門。

## 来歴
北海道滝川市生まれ。1978年明治大学第二部文学部史学地理学科東洋史専攻卒業。1981－1984年北京大学歴史系留学。明治大学商学部助教授、教授。2019年3月明治大学退職、4月同名誉教授。

## 著書
- 『中国革命への挽歌』亜紀書房 1992
- 『中国共産党外伝 歴史に涙する時 スーパー・エッセイ』蒼蒼社 1994
- 『中国革命を駆け抜けたアウトローたち 土匪と流氓の世界』中公新書 1998
- 『アジア的生産様式論争史 日本・中国・西欧における展開』社会評論社 2015
- 『マルクス主義と水の理論 アジア的生産様式論の新しき視座』社会評論社 2016

## 翻訳
- アムネスティ・インターナショナル&アジア・ウオッチ『中国における人権侵害 天安門事件以後の情況』矢吹晋共訳 蒼蒼社 1991

## 論文
- <福本勝清